# Jorge Lepra
Jorge Alberto Lepra Loiodice (Montevideo, 4 de septiembre de 1942 - Ib., 5 de enero de 2016) fue ministro de Industria, Energía y Minería de 2005 a 2008 y embajador de Uruguay en Francia de 2008 a 2010.

## Actividad
En 1989 asumió el puesto de gerente general de Texaco Uruguay y dos años más tarde, entre 1991 y 1993, se desempeñó en el cargo de vicepresidente ejecutivo de la petrolera estadounidense para Uruguay y Argentina. Posteriormente volvió a ocupar el cargo de gerente general de la empresa para Uruguay y Paraguay. 
Lepra se desempeñó también en el área de publicidad y fue vicepresidente del Museo de Arte Americano de Maldonado. Pertenecía al Consejo Superior de la Universidad Católica del Uruguay e integró varios organismos de comercio y servicios: entre 1998 y 1999 fue presidente de la Cámara de Comercio Uruguay-EE. UU. y presidente del Consejo Directivo de la Fundación DESEM- Junior Achievement. Además, entre 1995 y 1998 fue vicepresidente del Club Atlético Peñarol, del cual integraba la comisión a cargo del nuevo estadio. El 1º de noviembre de 2010 asumió la gerencia general de la aerolínea de bandera uruguaya PLUNA, cargo que ejerció hasta abril de 2012. 
Integró el Consejo de Honorables de la Asociación de Dirigentes de Marketing del Uruguay (ADM) y el Consejo Directivo de la Cámara de Comercio Uruguay - Estados Unidos.

## Actividad pública
Luego de casi 40 años en la actividad privada, el 1 de marzo de 2005, cuando Vázquez asumió la presidencia del Uruguay, lo nombró ministro de Industria, Energía y Minería, lo que generó una gran sorpresa dentro del gabinete frenteamplista ya que Lepra era 'independiente', es decir, sin afiliación partidaria alguna.
Posteriormente ocupó el cargo de embajador uruguayo en Francia (2008-2010). A su retorno a Uruguay asumió como cónsul honorario de Mónaco en Montevideo.
Falleció el 5 de enero de 2016 en Montevideo.